# Potamogeton intortusifolius
Potamogeton intortusifolius är en nateväxtart som beskrevs av J. B. He. Potamogeton intortusifolius ingår i släktet natar, och familjen nateväxter. Inga underarter finns listade.